# Camponotus convexiclypeus
Camponotus convexiclypeus é uma espécie de inseto do gênero Camponotus, pertencente à família Formicidae.